# دييغو سانشيز (لاعب كرة قدم)
دييغو سانشيز (بالإسبانية: Diego Sánchez Pérez)‏ هو لاعب كرة قدم إسباني، ولد في 18 يوليو 2003 في أفيليس في إسبانيا.

## وصلات خارجية
- دييغو سانشيز على موقع قاعدة بيانات كرة القدم.إي يو (الإنجليزية)
- دييغو سانشيز على موقع Soccerway.com (الإنجليزية)